# Commune libre de Montmartre
Ne doit pas être confondu avec République de Montmartre.
Pour les articles homonymes, voir Montmartre (homonymie).

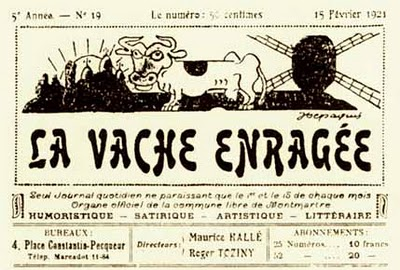
En 1921, l'organe officiel de la commune libre de Montmartre, association mutualiste dont le but est l'entraide aux artistes, s'appelle La Vache enragée. Ce journal était jusqu'alors celui du cabaret de Maurice Hallé et de Roger Toziny : "la Vache Enragée"

La Commune libre de Montmartre est une association, déclarée en 1921, parodie de commune, imaginée dans l'entre-deux-guerres par des artistes de Montmartre, pour maintenir un esprit de village et un esprit festif dans ce quartier.
La commune libre de Montmartre a un garde champêtre d'honneur. Elle a aussi des pompiers archaïques et une garde militaire composée de grenadiers. Parmi les autorités représentatives figurent aussi un capitaine des pompiers et un juge de paix.
La Vache enragée, « seul quotidien ne paraissant que le mercredi », est le journal officiel de la commune libre de Montmartre.

## Histoire

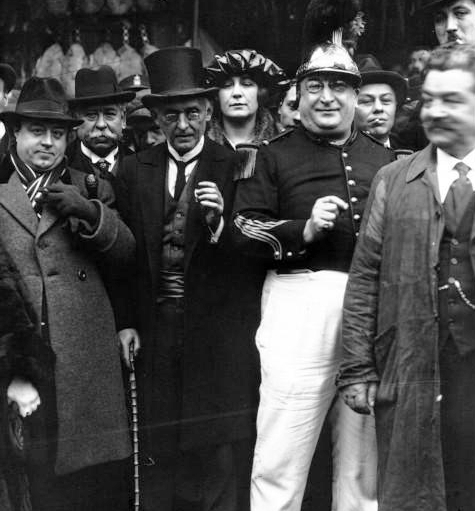
Jules Depaquit (avec la canne en bambou), maire de la Commune libre du Vieux Montmartre, en visite à Paris en 1921 ; à gauche, avec le foulard à rayures, Roger Toziny, le père Labille en second plan et Bibendum le capitaine des pompiers.

En avril 1920, le dessinateur Jules Depaquit, ami de Max Jacob et de Pierre Mac Orlan, et quelques compères, dont les chansonniers Roger Toziny et Maurice Hallé, créent la « Commune libre du Vieux Montmartre », une parodie de commune dont la vocation est de maintenir un esprit de village, un esprit festif et un certain folklore tels qu'ils existaient en ces lieux avant la guerre.
Une association à vocation mutualiste portant le non de "commune libre de Montmartre" dont le but est l'entraide aux artistes, est déposée en novembre 1921. Le journal de Maurice Hallé et de Roger Toziny, "la Vache Enragée" du nom de leur cabaret, en devient l'organe officiel. Il ne faut pas confondre ces deux entités dont l'une deviendra l'étendard du cabaret "la Vache Enragée" jusqu'au décès de Roger Toziny en 1938, afin de vendre des spectacles et tournées, sous la bannière de Montmartre.
Un livre dont le titre est évocateur : Montmartre, son histoire et ses gardes champêtres, met en évidence "la vraie histoire de Montmartre", de ses 5 communes libres et ses deux républiques, est en cours d'édition. L'histoire qu'il raconte est la vraie histoire de Montmartre, jusqu'à la condamnation aux travaux forcés pour traîtrise, en 1945, de Marcel VISSEPOT Garde champêtre de la commune libre de Montmartre, pour avoir vendu aux allemands des réfractaires au STO durant l'occupation. Cette histoire est fondée sur des documents officiels irréfutables et datés : photos, coupures de presse, annonces du journal officiel et autres documents incontournables.
Une élection est organisée et plusieurs listes, fantaisistes s'opposent dont, notamment, une liste cubiste avec Pablo Picasso, Max Jacob, Archipenko, Ossip Zadkine et Jean Cocteau, une liste dadaïste avec Francis Picabia, Paul Dermée, André Breton et Tristan Tzara, une liste sauvagiste avec Henri Chassin, une liste abstentionniste qui ne présente aucun candidat, et une liste antigrattecialiste comprenant Jules Depaquit, Francisque Poulbot, Julien Pavil, Roger Toziny, Fredé du Lapin Agile, Suzanne Valadon. C'est cette dernière liste qui l'emporte. Jules Depaquit devient le premier maire de la commune libre de Montmartre. Son premier adjoint est Pierre Labric. La mairie du dictateur (Jules Dépaquit) est située en fin de la place du Tertre et au début de la rue Norvins.
En 1924, au décès de Jules Dépaquit, P. Lemoine dit le père Labille, patron de de la Mère Catherine, lui succède avec Pierre Labric comme 1er adjoint. La commune libre du Vieux Montmartre continue d'exister, malgré une scission de certains de ses membres et le départ de Maurice Hallé et Roger Toziny.
En 1933, la « Commune libre du Vieux Montmartre », sous l'égide de son maire Pierre Labric, décide de faire aboutir le projet de planter des vignes, avec le soutien de Francisque Poulbot et de la République de Montmartre. Les ceps de vigne renaissent sur la Butte. En 1934 ont lieu les premières vendanges « modernes » en présence du président de la République française, Albert Lebrun, et sous le parrainage de Fernandel et de Mistinguett.
Les activités de la Commune libre du Vieux Montmartre sont interrompues de 1939 à 1945. Aucune coupure de presse ni photo ne montrent le maire Pierre Labric, incorporé dans l'armée de l'air à la déclaration de guerre, ni le garde champêtre Baranger durant cette période
Dans les années 1980, les deux communes libres se réconcilient pour travailler et participer ensemble aux Fêtes et Vendanges avec toutes les autres associations. La Commune libre du Vieux Montmartre cesse peu a peu toute activité. Une assemblée générale extraordinaire de la « Commune libre du Vieux Montmartre », réunie le 11 janvier 2018, décide la dissolution de l’association et la dévolution de ses biens matériels et immatériels à la « Commune libre de Montmartre ».

## Liste des maires

### Les maires de la Commune libre de Montmartre
- 1920-1924 : Jules Depaquit (maire-dictateur), premier adjoint Pierre Labric.
- 1924-1939 : Roger Toziny, maire adjoint Maurice Hallé.
- 1939 : Dominus[7].
- : Jacques Cathy
- 1990-1998: Jehan Mousnier[8]
- 1998 : Marielle-Frédérique Turpaud

### Les maires de la Commune libre du Vieux Montmartre

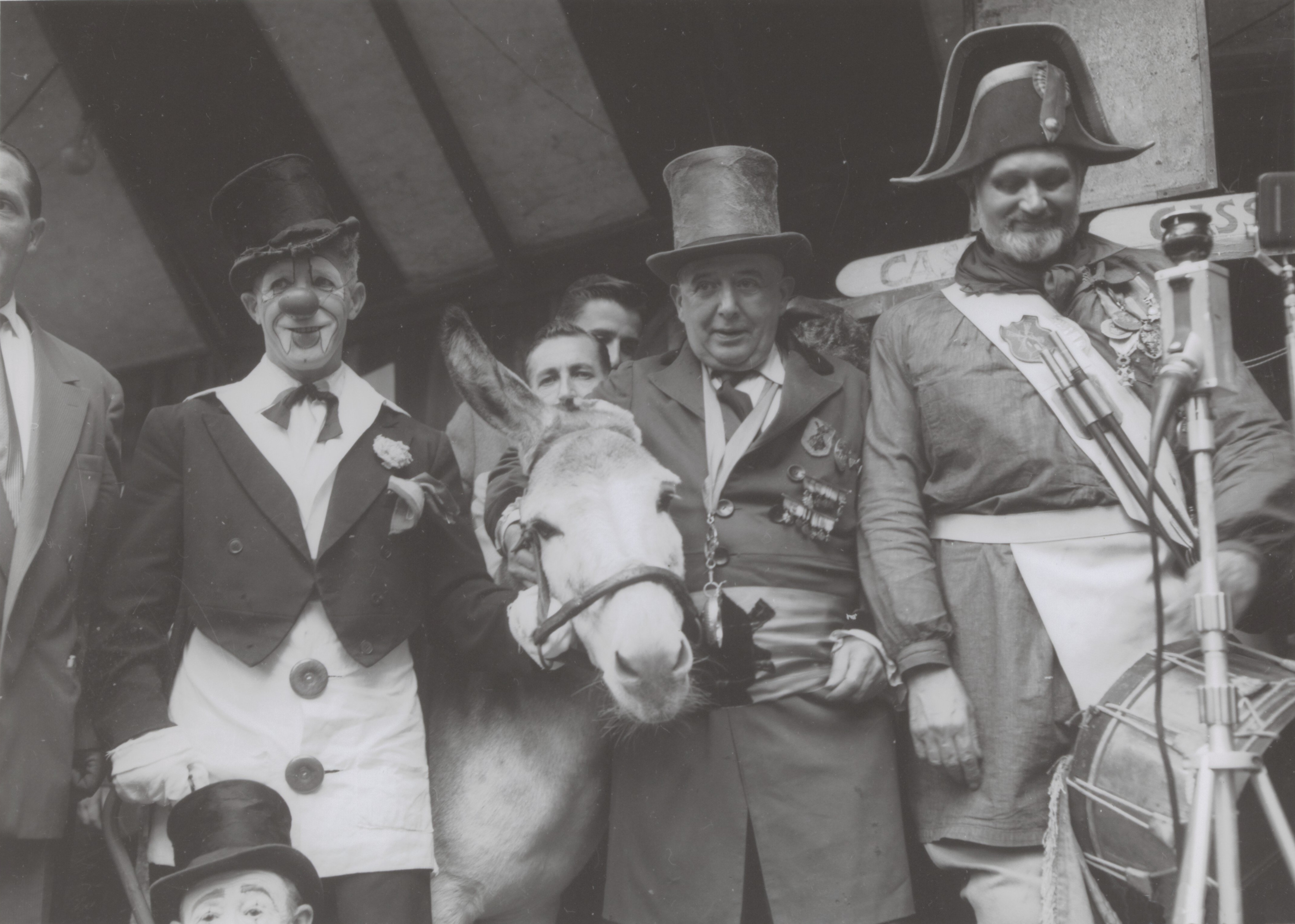
Ambassade de la commune libre du Vieux Montmartre à Jordaan (Amsterdam) en 1956. Le maire Pierre Labric et le garde-champêtre Anatole en mission de jumelage culturel.

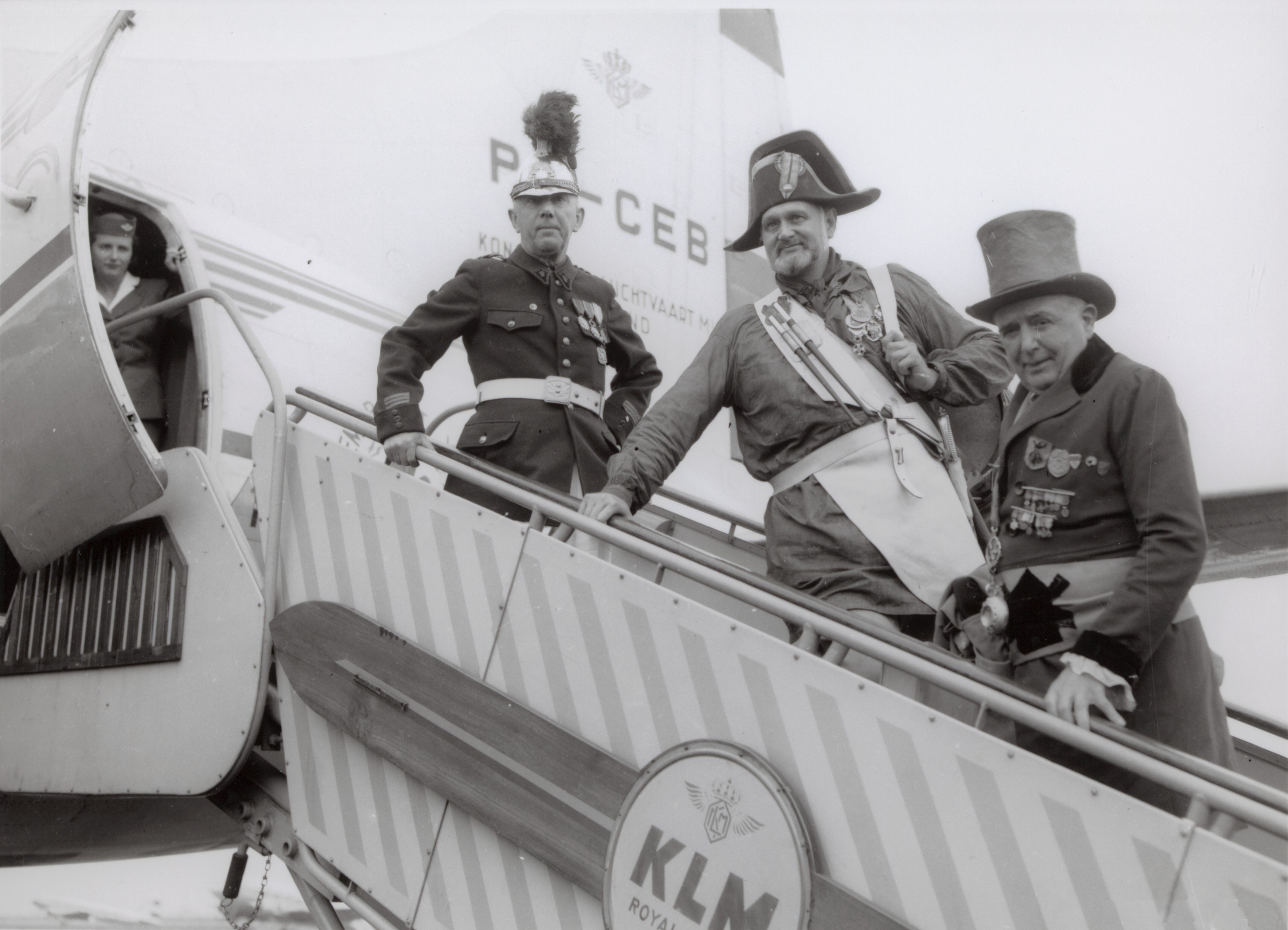
Le maire Pierre Labric, le garde-champêtre Anatole et le capitaine des pompiers Petit P… embarquant à l'aéroport Amsterdam Schiphol en 1956.

- 1924-1929 : Lemoine, le pére Labille, adjoint Pierre Labric
- 1929-1972 : Pierre Labric[9],[10]
- 1974 : Plisson
- 1976 : Bernard Salmon
- 1979-1987 : Jehan Mousnier[11]
- 1987 : Jack-André Yatt (André Gauthier)

## Liste des gardes champêtres
- 1920 : Edgar Fasquelle, surnommé Mon Oncle[12].
- ? : Pierre-Marie Juliard[13].
- 1927-1941 : Baranger
- 1929 : Bennetti[14]
- 1941-1950 : Petrus[15]
- 1953 - 1988 : Jacques Delarue, dit Anatole
- 1988 - 2012 : Robert Schelcher
- 2014 : Bernard Beaufrère

## Liste des capitaines des pompiers
- Alza, président du club des Cent Kilos, surnommé Bibendum[16].
- Marcel Pénitent (?) avant 1953
- Petit P... [illisible], en 1956[17]
- Raymond Souplex[18].

## Personnalités ayant été membre du conseil municipal ou citoyen d'honneur
- Léon Deglesne, maire adjoint, 1929[14].
- Dominus
- Le trio Fratellini, citoyens d'honneur, 1936[19].
- Maurice Frot du cabaret Aristide Bruant
- René-Paul Groffe (d) , maire adjoint, 1929.
- Raoul Guérin
- Maurice Hallé, maire adjoint
- Michel Herbert (dictateur)
- Maader
- Robert Sabatier
- Suzanne Teissier

## Événements

### La foire aux croûtes
Fondée par Maurice Hallé et inaugurée le 17 avril 1921, elle permet à de nombreux artistes d’exposer, reprenant ainsi, « sous une forme libre de toute entrave, les expositions en plein vent, les foires du dix-huitième siècle, où l'on voyait apparaître des peintures académiques. C'est l'exposition et la vente par le producteur lui-même de ses œuvres. Plus tard, artiste coté, il pourra patiemment attendre, dans son atelier, visites et commandes. ».
Cette idée est reprise par Pierre Labric, Maire de la Commune Libre du Vieux-Montmartre, sous le nom de Salon de Toile.

### Événements sportifs

#### Championnat de la vie chère
Le départ est donné devant le Moulin-Rouge. La course emprunte l'itinéraire suivant: boulevards de Clichy, Rochechouart, rue de Steinkerque, escalier Foyatier, Sacré-Cœur, rues Lamarck, du Chevalier-de-la-Barre, de Clignancourt, Ordener, Damrémont, Lamarck, Caulaincourt, du Mont-Cenis, Norvins, place Jean-Baptiste-Clément, rue Gabrielle, escalier du Calvaire, arrivé place du Tertre. Les prix consistent en victuailles et objets d'utilité domestique. Le vainqueur reçoit un filet de provisions contenant un déjeuner pour six personnes et un vase de Limoges. Tous les concurrents reçoivent un prix, ustensile de ménage, vins, etc.

#### Critérium desVieux Jetons
Le Championnat des « Vieux Jetons », (les concurrents doivent avoir au moins 40 ans), se court sur 200 mètres avec 10 contrôles-ravitaillement où chaque concurrent doit boire au minimum un verre de vin blanc. En 1932 pour le 10e championnat des Vieux Jetons le parcours est réduit de moitié et il ne fait plus que 100 mètres place du Tertre avec 10 contrôles.

#### Courses automobiles
La course de côte au ralenti de Montmartre est créée en 1924 par Pierre Labric, organisée par l'Automobile Club de France et la Commune Libre de Montmartre, avec le concours du Petit Parisien, l'objectif est de monter au ralenti et sans caler jusqu'à la place du tertre.

#### Courses cyclistes
Avant guerre, lors de la Course des porteurs de journaux dont l'arrivée est jugée place du Tertre, la Commune libre du Vieux Montmartre offre une coupe d’argent à là première porteuse ayant escaladé la Butte.

#### Course de la plume et du pinceau
Elle est réservée aux poètes, chansonniers, dessinateurs, il faut composer une chanson et exécuter un tableau pendant la course.

### Élection de la Muse de Montmartre
Les candidates doivent habiter Montmartre depuis cinq ans, être âgées d'au moins dix huit ans et au plus vingt-quatre, justifier d'un récent certificat de travail d'au moins six mois.
- 1921 : Geneviève Félix[22].
- 1931 : Lilianne Bonnet [23].
- 1933 : Yvonne Toussaints [24]

### Concours des fumeurs de pipe
Concours de vitesse et concours de lenteur

### Mariages
- 1923, mariage d'Alice Méva[25].
- 13 septembre 1926, mariage du lieutenant des pompiers de la Commune libre du Vieux Montmartre.
- 1932, mariage de Zozo Poulbot, la niéce de Francisque Poulbot.
- 16 mai 1933, mariage du clown Champi avec Henriette Picard[26].
- 15 octobre 1933, mariage de Clémence Tiersot, artiste de l'Equipe Champenoise et compositrice des caveaux parisiens, avec Gaston Berthier, poète et chansonnier[27].
- 20 juin 1933, Éliane de Creus et Jean Sablon, Alice Furt et Reda Caire, Lily Mounet et Jean Bastia[Note 1],[28].
- 20 septembre 1985, le maire de la commune libre de Montmartre, Jehan Mousnier, scelle l'union, le « mariage gag », « pour le meilleur et pour le rire », de deux célèbres humoristes et provocateurs, Coluche, la mariée, et Thierry Le Luron, le marié[29].

## Actions caritatives
A Noël, distributions de jouets aux enfants pauvres de la Butte, « les gosses à Poulbot » et aux enfants de l’hôpital Bretonneau, Réveillon de Noël pour les vieux et repas pour « les clochards », avec l'aide de la Soupe Populaire de Montmartre, fondée par Jules Depaquit.